# 平賀健太
平賀 健太（ひらが けんた、1912年12月20日 - 2004年2月18日）は、日本の裁判官、弁護士、行政官、日本陸軍軍人。

## 経歴
- 1912年 - 福岡県生まれ
- 1936年 - 東京帝国大学法学部卒業、司法試補、札幌地方裁判所判事
- 1942年 - 日本陸軍司政官となりジャワ島のジャワ軍政監部に勤務
- 1947年 - 復員後、司法省に入省
- 1948年 - 法務庁民事局第六課長
- 1949年 - 法務庁民事局第二課長。
- 1958年 - 法務省省民事局長
- 1964年 - 東京高等裁判所裁判官
- 1965年 - 東京地方裁判裁判官。1966年に住友セメント事件の地裁判決の裁判長を務める。
- 1968年 - 東京高等裁判所裁判官
- 1969年4月 - 札幌地方裁判所所長
- 1969年9月 - 平賀書簡問題により注意処分を受け東京高等裁判所判事に異動（後述）
- 1970年10月 - 国会の裁判官訴追委員会が不訴追を決定[1]
- 1976年 - 退官。弁護士登録。

## 平賀書簡問題
1969年、北海道長沼町の保安林解除処分の執行停止申し立て事件（いわゆる長沼ナイキ基地訴訟）は、保安林への自衛隊基地の建設をめぐり自衛隊の合憲性を争点とするものとなった。
札幌地方裁判所所長であった平賀は、裁判の長沼ナイキ事件の裁判長であった福島重雄に対し、数度にわたり口頭で保安林解除を認める国側の主張に沿った判断を下すよう指導、福島が指導を聞き入れないとみると「一先輩のアドバイスとして、参考になるようなら判断の一助にしてください」とする書き出しで改めて判断を翻すことを促す書簡を送った。この書簡は後日、「平賀書簡」と呼ばれ、裁判に干渉する行為（日本国憲法第76条第3項違反）として注目された。1969年9月20日に開かれた最高裁判所臨時裁判官会議では、平賀書簡について「先輩として親切心からでたものであるといえ節度を超えるもの」とする最高裁としての所信を明らかにした上で、平賀に対して裁判所法第80条第1項（監督権）に基づき注意処分を与えた。平賀は同日付で東京高等裁判所判事に異動した。